# لغز ماري روجيه
"لغز ماري روجيه"، (بالإنجليزية: The Mystery of Marie Rogêt)‏ وغالبا ما تعتبر تكملة لقصة "جرائم شارع مورغ"، هي قصة قصيرة كتبها إدغار ألان بو في عام 1842. وهذه أول رواية ألغاز جرائم مبنية على تفاصيل جريمة حقيقية. وظهرت للمرة الأولى في جريدة سنودنز لايديز كومبانيون في ثلاثة أجزاء في نوفمبر وديسمبر 1842 وفبراير 1843.

## روابط خارجية
- لغز ماري روجيه على موقع الموسوعة البريطانية (الإنجليزية)